# Каменка (Кормянский район)
Каменка (бел. Каменка) — деревня в Барсуковском сельсовете Кормянского района Гомельской области Белоруссии.
На востоке граничит с лесом.

## Административное устройство
Ранее являлась административным центром Каменского сельсовета.
До 11 января 2023 года входила в состав Каменского сельсовета. В связи с объединением Каменского и Барсуковского сельсоветов Кормянского района Гомельской области в одну административно-территориальную единицу — Барсуковский сельсовет, включена в состав Барсуковского сельсовета.

## География

### Расположение
В 12 км на северо-запад от Кормы, в 52 км от железнодорожной станции Рогачёв (на линии Могилёв — Жлобин), в 122 км от Гомеля.

### Гидрография
На востоке проходят мелиоративные каналы, соединённые с рекой Гутлянка (приток реки Днепр).

## Транспортная сеть
Рядом автодорога Корма — Журавичи). Планировка состоит из 2 параллельных между собой улиц почти меридиональной ориентации, к которым на юге присоединяется короткая прямолинейная улица. Застроена двусторонне деревянными домами усадебного типа.

## История
Согласно письменным источникам известна с XVIII века как деревня в Чечерском старостве Речицкого повета Минского воеводства Великого княжества Литовского. После 1-го раздела Речи Посполитой (1772 год) в составе Российской империи. Согласно инвентаря Чечерского староства 1726 года обозначена как деревня Рогачёвского уезда Могилёвской губернии. Согласно инвентаря 1788 года фольварк и деревня. Через деревню проходила почтовая дорога из Кормы в Новый Быхов. В 1881 году работали хлебозапасный магазин. Согласно переписи 1897 года деревня и одноимённый фольварк. В 1913 году открыта школа, здание для которой на свои средства построили жителей.
С 5 августа 1924 года центр Каменского, с 5 августа 1929 года Куроницкого, с 30 июня 1966 года Каменского сельсовета Кормянского, с 25 декабря 1962 года Рогачёвского, с 6 января 1965 года Чечерского, с 30 июня 1966 года Кормянского районов Могилевского (до 26 июля 1930 года) округа, с 20 февраля 1938 года Гомельской области.
В 1929 году организован колхоз «Луч 1 Мая», работала ветряная мельница. Во время Великой Отечественной войны в боях около деревни погибли 77 советских солдат (похоронены в братской могиле в центре деревни). На фронтах и в партизанской борьбе погибли 255 жителей, в память о них в центре деревни установлен мемориальный знак. Согласно переписи 1959 года в составе колхоза «Октябрь» (центр — деревня Кучин), действовали комбинат бытового обслуживания, 9-летняя школа, Дом культуры, библиотека, фельдшерско-акушерский пункт, отделение связи, магазин, ясли-сад.
В состав Каменского сельсовета до 1962 года входили в настоящее время не существующие посёлки Курганье, Плавкий Лог.

## Население

### Численность
- 2004 год — 77 хозяйств, 158 жителей

### Динамика
- 1788 год — 24 двора
- 1881 год — 39 дворов, 233 жителя
- 1897 год — 50 дворов 339 жителей; в фольварке 3 двора, 16 жителей (согласно переписи)
- 1959 год — 451 житель (согласно переписи)
- 2004 год — 77 хозяйств, 158 жителей